# Strandhill
Strandhill (iriska: An Leathros) är en ort i republiken Irland.   Den ligger i grevskapet Sligo och provinsen Connacht, i den norra delen av landet, 180 km nordväst om huvudstaden Dublin. Strandhill ligger 27 meter över havet och antalet invånare är 1 596.
Terrängen runt Strandhill är platt åt nordost, men åt sydväst är den kuperad. Havet är nära Strandhill åt nordväst. Runt Strandhill är det ganska tätbefolkat, med 80 invånare per kvadratkilometer. Närmaste större samhälle är Sligo, 8,0 km öster om Strandhill. Trakten runt Strandhill består i huvudsak av gräsmarker.